# 鄭雁雄
鄭 雁雄（てい がんゆう、1963年8月 - ）は、中華人民共和国の官僚、政治家。広東省汕頭市潮南区出身。現職は中央政府駐香港連絡弁公室主任。中央人民政府駐香港特別行政区国家安全維持公署署長を務めた。

## 経歴
1963年8月、広東省汕頭市潮南区で生まれる。1984年7月に広州中医薬大学医学専攻を卒業。同年、母校である広州中医薬大学に採用され、医学院にて政治輔導員に就任した。1986年5月に中国共産党入党。
1992年9月、中国共産主義青年団広東省委員会青年工作部部長に転任した。1993年12月、中国共産主義青年団広東省委員会常務委員、都市農村部部長を担当した。1995年、中山大学嶺南学院にて修士（世界経済学科）号を取得。1998年3月、人民日報華南支社の副秘書長を務めた。1998年12月、人民日報華南支社秘書長に昇進し、副庁級を昇進した。2002年1月、中国共産党広東省委員会政策研究室の副主任に転任した。
2005年1月、同省汕尾市に転任し、同市党委副書記、市紀委書記、市長、市党委書記を歴任。鄭雁雄は汕尾市党委書記を務めた時、強力に烏坎村事件を処理した。 
2013年7月、中国共産党広東省委員会宣伝部常務副部長を担当した。2018年10月、中国共産党広東省委員会秘書長、同省党委員会政策研究室主任に任命。2019年1月29日、中国共産党広東省委員会委員、常務委員を担当した。
2020年7月3日、香港特別行政区に移り、中央人民政府駐香港特別行政区国家安全維持公署署長に任命される。8月7日、香港国家安全維持法の施行に関与する人物として、大統領令13936号によってアメリカ財務省による「米国内資産凍結、米国人との取引禁止」の制裁対象に指定された。
2023年1月14日、中央政府駐香港連絡弁公室主任に鄭を充てる人事が発表された。